# На греческой улице (фильм, 1983)
«На греческой улице» (англ. The House on Sorority Row; также известный как «Дом зла»  в Великобритании) — американский слэшер 1982 года, сценарист и режиссёр Марк Росман, продюсер Джон Дж. Кларк, в главных ролях — Эйлин Дэвидсон и Кэтрин МакНил. Сюжет повествует о группе сестёр из женского общества, которых преследуют и убивают во время выпускного вечера, после того, как они зло пошутили над своей воспитательницей.
Отчасти вдохновлённый французским фильмом 1955 года «Дьяволицы», писатель-режиссёр Марк Росман впервые написал сценарий к фильму в 1980 году, который тогда назывался «Семь сестёр» . Фильм снимался в Пайксвилле, штат Мэриленд, в летние месяцы 1980 года, а дополнительные съёмки проходили в Лос-Анджелесе .
В ноябре 1982 года он получил ограниченный региональный кинопрокат, а 21 января 1983 года прокат был расширен, собрав 10,6 миллиона долларов и заняв первое место в прокате. Несмотря на смешанные критические отзывы при выходе фильма, позднее он получил культовый статус среди поклонников жанра слэшер.
В 2017 году журнал Complex назвал «На греческой улице» одним из величайших слэшеров всех времён. В 2009 году вышел ремейк под названием «Крик в общаге» .

## Сюжет
Семь сестёр из женского общества — Кэти, Вики, Лиз, Джини, Дайан, Морган и Стиви — празднуют выпускную церемонию в своём женском доме, расположенном в дальнем конце ряда домов женских обществ. Их празднование прерывается властной воспитательницей, миссис Слейтер, которой не нравится план девочек устроить выпускной вечер. Девочки во главе с Вики — её ненавидят, потому что Слейтер порезала её водяную кровать, когда Вики тайно привела парня в общежитие — они придумали шутку: украсть её трость, поместить её в неиспользуемый открытый бассейн около дома и заставить её под дулом пистолета забрать её. Шалость идёт наперекосяк, когда Вики нечаянно стреляет в Слейтер, которая кажется мёртвой. Девушки соглашаются спрятать тело в бассейне до тех пор, пока их вечеринка не закончится, хотя Кэти и Джини сопротивляются.
На вечеринке неопознанная фигура наносит удар тростью Слейтер, идущему по лесу мужчине. Между тем, обнаружив гостей, пытающихся поплавать в бассейне, девушки понимают, что если в бассейне включится свет, тело Слейтер будет обнаружено. Стиви идёт в подвал, чтобы вывести из строя выключатель, где её жестоко зарезает убийца. Позже, к тревоге девочек, в бассейне загораются огни, но тела Слейтер нигде нет.
Решив, что Слейтер жива, девушки начинают искать её после того, как вечеринка подходит к концу. Морган входит в комнату Слейтер, где тело Слейтер падает на неё из чердака. Вики предлагает спрятать тело на старом кладбище. На чердаке Кэти обнаруживает детские игрушки и мёртвую птицу в клетке. Впоследствии Морган получает удар тростью Слейтер в её спальне.
Дайан идёт в дальний гараж, чтобы завести фургон и перевезти тело Слейтер, но её убивает убийца, который врывается через люк на крыше. Вскоре после этого Джини обезглавливают мясным ножом в ванной. Тем временем Кэти находит бирку с предупреждением о состоянии здоровья на ожерелье, принадлежащем Слейтер. Она набирает номер, и её соединяют с доктором Беком, который приходит в дом. Вдвоём они обнаруживают тела Стиви, Моргана и Дайан в бассейне. Между тем, обнаружив, что Дайан пропала, Вики и Лиз решают поехать на кладбище без неё, чтобы похоронить тело Слейтер. По прибытии обе девушки убиты нападавшим. Доктор Бек сопровождает Кэти на кладбище, где они находят тела Вики и Лиз, а также тело Слейтер всё ещё в задней части фургона.
После того, как доктор Бек насильно дал Кэти успокоительное в доме, он показывает, что у Слейтер был сын по имени Эрик, который был деформирован и умственно недоразвит из-за незаконного лечения бесплодия, которое он ей дал. Доктор Бек использует Кэти как приманку, чтобы поймать Эрика и скрыть своё преступление. Эрик прибывает и зарубает доктора Бека до смерти, в то время как Кэти ищет пистолет Вики, который не стреляет. Она убегает в ванную и находит в туалете отрубленную голову Джини. В ужасе она поднимается на чердак, где на неё нападает Эрик, теперь одетый в костюм клоуна. Она стреляет в него несколько раз, только чтобы понять, что пистолет заряжен холостыми патронами. Затем она использует булавку, чтобы несколько раз ударить Эрика, и он проваливается через дверь чердака на этаж ниже. Кэти считает, что он мёртв, и отдыхает от усталости. Тем не менее, Эрик открывает глаза, когда фильм заканчивается, оставляя Кэти

## В ролях
| Актёр             | Роль               |
| ----------------- | ------------------ |
| Кейт Макнил       | Кэтрин Роуз        |
| Эйлин Дэвидсон    | Вики               |
| Лоис Келсо Хант   | Дороти Слейтер     |
| Кристофер Лоуренс | доктор Нельсон Бек |
| Янис Зидо         | Лиз                |
| Робин Мелой       | Джини              |
| Харли Джейн Козак | Дайан              |
| Джоди Дрейги      | Морган             |
| Эллен Доршер      | Стиви              |
| Майкл Кун         | Питер              |
| Майкл Серхио      | Рик                |
| Чарльз Серио      | Эрик Слейтер       |
| Рут Уолш          | миссис Роуз        |

## Производство

### Сценарий
Сценарист-режиссёр Марк Росман, который учился в Калифорнийском университете в Лос-Анджелесе (UCLA), а затем окончил Нью-Йоркский университет, придумал идею «На греческой улице» после возвращения в свой родной город в Лос-Анджелес. Росман был членом братства в Калифорнийском университете в Лос-Анджелесе, он этот факт использовал в качестве частичной основы для написания сценария, в котором основное внимание уделялось группе сестёр из женского общества, жизнь которых оказалась под угрозой после сокрытия роковой шутки. Некоторые элементы фильма, в первую очередь использование бассейна для сокрытия преступления, были вдохновлены французским фильмом-саспенсом Les Diaboliques (1955) режиссёра Анри-Жоржа Клузо. Позже он заявил, что представлял себе фильм-саспенс, в котором «женские персонажи не будут просто жертвами — вся идея заключалась в том, что они виноваты, и что они как бы навлекают это на себя». У сценария было несколько рабочих названий, включая Screamer и Seven Sisters. Росман изначально получил 125 000 долларов в качестве стартового бюджета с помощью друга, который работал в VAE Productions, независимой студии, специализирующейся на документальных фильмах, расположенной в Вашингтоне, округ Колумбия.

### Кастинг
Большинство кастингов для фильма «На греческой улице» проходило в Нью-Йорке, хотя Эйлин Дэвидсон и Янис Зидо были выбраны из Лос-Анджелеса. Дэвидсон вспомнила прослушивание в доме Росмана в Беверли-Хиллз. Кейт МакНил, сыгравшая роль Кэти, выиграла роль, ещё посещая аспирантуру в Нью-Йорке.
Харли Джейн Козак вспомнила, как присутствовала на кастинге на «складе на Манхэттене» и через несколько недель получила телефонный звонок с новостью о том, что она выиграла роль. Лоис Келсо Хант, которая изображает сварливую домохозяйку, была местной театральной актрисой из Вашингтона, округ Колумбия.

### Съёмки
На греческой улице стал режиссёрским дебютом режиссёра Росмана, а также первым художественным фильмом кинематографиста Тима Сухрстедта. Оба познакомились, работая ассистентами режиссёра в фильме Брайана Де Пальмы «Home Movies» (1980). Съёмки проходили на месте в Пайксвилле, штат Мэриленд, со съёмкой кадров в кампусе Университета Мэриленда, летом 1981 года. Первоначально постановку планировалось снимать в Вашингтоне, округ Колумбия, где располагалась производственная компания. Однако Росман нашёл дом, показанный в фильме, В Пайксвилле, который был выкуплен, что позволило съёмочной группе снять фильм за низкую плату. Прибыв в дом для съёмок, съёмочная группа обнаружила двух скваттеров, живущих в доме, которым они разрешили работать видеопомощниками. Винсент Перронио, который часто сотрудничал с Джоном Уотерсом, согласился выступить в роли художника-постановщика фильма и переделал весь дом в стиле женского общества.
Бюджет фильма составил 300 тысяч долларов. Однако на полпути к съёмкам у производства закончились средства, и Росман был вынужден получить ссуду у кузена из Лос-Анджелеса, чтобы закончить фильм. На протяжении основных съёмок актёры останавливались в Койнонии, фермерском доме в Пайксвилле, где они жили вместе на «общих условиях». Фильм снимался не в Гильдии киноактёров, и Козак, и МакНил вспоминают, что получали компенсацию в размере 50 долларов суточных за свои дни на съёмочной площадке.
В то время как основная съёмка производилась исключительно в Мэриленде, дополнительные промежуточные кадры и съёмки были сделаны в Лос-Анджелесе. Среди них был кадр с персонажем Дэвидсона, пронзённого тростью через глаз.

### Постпродакшн
Film Ventures International, независимый дистрибьютор, приобрёл фильм для распространения после завершения основной фотосъёмки, а также дал создателям фильма дополнительно 125 000 долларов на завершение постпродакшна (большая часть которых пошла на озвучивание и микширование фильма). В интервью с режиссёром Марком Росманом выяснилось, что выступление Лоис Келсо Хант полностью дублировано, поскольку её естественный голос был признан недостаточно «страшным» для роли миссис Слейтер. Несмотря на то, что её поведение и поведение были подходящими, Росман обнаружил, что её голос не такой хриплый, как он предполагал.
По словам Росмана, Film Ventures потребовала два изменения окончательной версии фильма: Во-первых, начальная сцена ретроспективного кадра, которая была снята в чёрно-белом цвете, была раскрашена; затем последовательность была окрашена в чёрный и синий цвет. Второе изменение касалось оригинальной концовки. В оригинальном финале режиссёра Кэтрин обнаруживается мёртвой плавающей в бассейне, очевидно, последняя жертва Эрика. Film Ventures посчитали финал слишком мрачным, и в результате Кэтрин выжила в законченной версии.

### Музыка
Музыка к фильму была написана Ричардом Бэндом, в исполнении Лондонского филармонического оркестра, и записана в Wembley Studios. В фильме появляется пауэр-поп-группа «4 Out of 5 Doctors» из Вашингтона, округ Колумбия, исполняющая несколько своих песен.
«La-La Land Records» выпустил диск нот группы в 2015 году.

## Релиз
Плакат и реклама на одном листе были созданы постоянным рекламным агентством Film Ventures International, Design Projects Incorporated. Владелец дизайн-проекта — Рик Альберт, руководил дизайном обложки и заглавия. Обложка была проиллюстрирована Джеком Линвудом, который рисовал иллюстрации для многих кинокомпаний в конце 1970-х и 80-х годах. Copylines были написаны дистрибьютором фильмов Film Ventures International’s — Эдвардом Л. Монторо.
Первоначально Metro-Goldwyn-Mayer выразила заинтересованность в распространении фильма, но в конечном итоге отказалась, после чего Film Ventures International выкупила его для распространения. На греческой улице был в ограниченном прокате в кинотеатрах 19 ноября 1982 года в США с открытием в Альбукерке, Нью-Мексико, и Лас-Вегасе, Невада. В широкий прокат в крупных городах, таких как Лос-Анджелес, фильм вышел — 21 января 1983 года.

### Кассовые сборы
В январе 1983 года, когда состоялся широкий премьерный показ фильма, фильм заработал 617 661 доллар за показ на 153 экранах, заняв 15 место в прокате. Однако уже за второй уик-энд фильм поднялся на первую строчку и собрал почти 10 миллионов долларов. Его итоговая валовая прибыль составила 10 604 986 долларов. Фильм был выпущен в Великобритании в декабре 1983 года под названием House of Evil.

### Критика
Во время ограниченного показа в кинотеатрах в 1982 году, критик Энтони ДелаФлора из «Albuquerque Journal» писал о фильме: «[Фильмы ужасов] должны привести вас в состояние абсолютного ужаса. Этого никто не делает. „На греческой улице“, возможно, и придал новый смысл термину „греческая трагедия“, но уж точно никого не напугал. Марк Росман, который продюсировал, срежиссировал и написал предполагаемый триллер, должен взять на себя большую часть вины за это». Лу Седрон из «The Baltimore Sun» считает, что в фильме нет «сюрпризов» или загадок, добавив, что «фильм, каким бы плохим он ни был, — это большое развлечение, если вы являетесь частью аудитории, которая ему отвечает». Стивен Хантер посчитал, что фильм был так же предсказуем, но отметил, что «технически самым сильным элементом в постановке является фотография, которая является острой, ярко окрашенной и вызывающей воспоминания», сравнивая его с фильмами Райнера Вернера Фассбиндера.
Кинокритик Адам Рокофф отмечает, что после выхода фильм часто сравнивали с фильмами Брайана Де Пальмы, так как Росман ранее работал ассистентом Де Пальмы. Фрэнк Хаген, опубликованный в «Standard-Speaker», благосклонно сравнил фильм с работами Де Пальмы и Альфреда Хичкока, добавив, что это «это намного выше обычной платы за порчу и слэш… Росман знает, как сохранить напряжённость и вызвать шок или два». Кевин Томас из «Los Angeles Times» оценил фильм как «искусно сделанный фильм ужасов, создающий напряжение и ужас, в котором обязательная кровь представлена с удивительной сдержанностью», и в конечном итоге посчитал его «многообещающим дебютом режиссёра-сценариста Росмана». Генри Эдгар из «Daily Press’s» повторил это мнение, написав о том, что фильм предпочитает саспенс в виде запёкшейся крови, отметив его как «качественный» триллер и похвалив выступления Макнил и Дэвидсон, описав их как «правдоподобные» и «хитрые и реалистичные» соответственно.
На веб-сайте агрегатора обзоров Rotten Tomatoes, The House on Sorority Row имеет рейтинг одобрения 56 % на основе 9 обзоров со средней оценкой 5,3 / 10. Кинокритик Скотт Аарон Стайн отмечает, что фильм имеет «компетентные производственные ценности, но это никоим образом не компенсирует механическую обработку». Джон Кеннет Мьюир называет этот фильм «учебным примером слэшера 1980-х годов», который «может похвастаться дьявольским чувством юмора». Критик Джим Харпер отмечает, что фильм является моралистическим слэшером и, вероятно, повлиял на такие фильмы, как «Я знаю, что вы сделали прошлым летом» 1997 года.
В 2017 году «Complex» включил фильм в ретроспективу лучших слэшеров всех времён. В ретроспективе, опубликованной «Inquisitr» в мае 2018 года, фильм был признан «тревожная история о мести, которая играет роль своевременного социального комментария», и отмечен как фильм ужасов, который «выдержал испытание временем».

### Релиз на DVD
В ноябре 2000 года «Elite Entertainment» выпустила DVD «На греческой улице». В качестве дополнительного материала на диске был показан оригинальный театральный трейлер фильма. DVD был переиздан и выпущен снова 18 ноября 2003 года. Он был повторно выпущен 12 января 2010 года в ознаменование 25-летия фильма.
24 января 2011 года «Scorpion Releasing» и «Katarina Waters 's Nightmare Theater» выпустили обновлённое двухдисковое издание на DVD и Blu-ray. «Scorpion Releasing» и «Code Red» выпустили новую версию Blu-ray 11 мая 2018 года, благодаря новому 2K сканированию оригинального мастер негатива. Это издание, продаваемое исключительно через Интернет и ограниченное тиражом 1600 экземпляров, включает чехол и недавно созданные иллюстрации.

## Ремейк
11 сентября 2009 года «Summit Entertainment» выпустила ремейк под названием «Крик в общаге». Режиссёр фильма Стюарт Хендлер, а Марк Росман, режиссёр оригинала, выступил в качестве исполнительного продюсера. В ролях Бриана Эвиган, Лия Пайпс, Румер Уиллис, Джейми Чанг, Одрина Патридж, Марго Харшман и Кэрри Фишер. Сценарий был переписан Джошем Столбергом и Питом Голдфингером.

## Наследие
В 2017 году журнал «Complex» назвал «На греческой улице» 21-м лучшим фильмом жанра «слэшер» всех времён, написав: «К счастью, „На греческой улице“ — это больше, чем просто мотиватор полового созревания для мальчиков. Режиссёр Марк Росман делает всё возможное, чтобы инсценировать длительные моменты неизвестности, приближаясь к сценам убийства фильма с его нетронутым влиянием Хичкока.». Режиссёр Квентин Тарантино включил фильм в свой первый кинофестиваль в 1997 году, показав его вместе с другими фильмами ужасов, такими как «Не заходи в дом» (1980) и «За гранью» (1981).
«На греческой улице» упоминается в фильме «Крик 2», а также в четырёх других слэшерах на студенческую тематику: «Дом, где падает кровь», «Окраплённый университет», «День окончания школы» и «Последний экзамен».

## Примечание
1. 1 2 3  The Director on Sorority Row: An Interview with Mark Rosman. The Terror Trap (февраль 2001). Дата обращения: 30 мая 2018. Архивировано 5 января 2013 года.
2. 1 2 3  The House on Sorority Row. Box Office Mojo. Дата обращения: 27 декабря 2017. Архивировано 14 декабря 2018 года.
  - Weekend Box Office. Дата обращения: 27 декабря 2017. Архивировано 13 сентября 2015 года.
  - Weekly Box Office. Дата обращения: 27 декабря 2017. Архивировано 8 марта 2016 года.
3. ↑  Saturday Nightmares: The House on Sorority Row (1983). Dread Central. Дата обращения: 10 января 2016. Архивировано 17 октября 2012 года.
4. ↑  Harper, 2004, p. 113.
5. ↑  Davidson, Eileen (2011). Kats Eyes: Eileen Davidson. The House on Sorority Row (DVD). Disc 2. Interviewed by Katarina Walters. Scorpion Releasing.
6. 1 2 3 4 5  Kozak, Harley Jane (2011). Interview with Star, Harley Jane Kozak. The House on Sorority Row (DVD). Disc 1. Scorpion Releasing.
7. 1 2  Rosman, Mark (2011). Kats Eyes: Mark Rosman. The House on Sorority Row (DVD). Disc 2. Interviewed by Katarina Walters. Scorpion Releasing.
8. ↑  McNeil, Katherine (2011). Kats Eyes: Katherine McNeil. The House on Sorority Row (DVD). Disc 2. Interviewed by Katarina Walters. Scorpion Releasing.
9. ↑  Luxury Theatres. Albuquerque Journal. Albuquerque, New Mexico. 19 ноября 1982. p. H-26. Архивировано 26 января 2020. Дата обращения: 20 ноября 2020 — Newspapers.com.
10. 1 2  Rosman, Mark. Agent Agent: Call Him If You Don't Need Him. Los Angeles Times. Los Angeles, California. p. 48. Архивировано 26 января 2020. Дата обращения: 20 ноября 2020 — Newspapers.com.
11. ↑  Rosman, Mark (12 декабря 1982). Agent Agent: Call Him If You Don't Need Him. Los Angeles Times. Los Angeles, California. p. 48. Архивировано 26 января 2020. Дата обращения: 20 ноября 2020 — Newspapers.com.
12. ↑  French, Philip (11 декабря 1983). Blossoms from the past. The Observer. London, England. p. 32. Архивировано 27 января 2020. Дата обращения: 20 ноября 2020 — Newspapers.com.
13. ↑  DellaFlora, Anthony (28 ноября 1982). 'House on Sorority Row' a Gory Fiasco. Albuquerque Journal. Albuquerque, New Mexico. p. 43. Архивировано 27 ноября 2020. Дата обращения: 20 ноября 2020 — Newspapers.com.
14. ↑  Cedrone, Lou (23 февраля 1983). 'Pirates' is as good on screen as on stage. The Baltimore Sun. Baltimore, Maryland. p. B5. Архивировано 26 января 2020. Дата обращения: 20 ноября 2020 — Newspapers.com.
15. ↑  Hunter, Stephen (23 февраля 1983). 'Sorority Row' offers laughable local color. The Baltimore Sun. Baltimore, Maryland. pp. B1–B2. Архивировано 26 января 2020. Дата обращения: 20 ноября 2020 — Newspapers.com.
16. ↑  Rockoff, 2016, p. 143.
17. ↑  Hagen, Frank (4 февраля 1983). 'Sorority Row' a horror film with flair. Standard-Speaker. Hazleton, Pennsylvania. p. 19. Архивировано 26 января 2020. Дата обращения: 20 ноября 2020 — Newspapers.com.
18. ↑  Thomas, Kevin (24 января 1983). Stylish Horror on Sorority Row. Los Angeles Times. Los Angeles, California. p. 9. Архивировано 27 января 2020. Дата обращения: 20 ноября 2020 — Newspapers.com.
19. ↑  Edgar, Henry (13 мая 1983). 'Sorority Row' Horror Buff's Pick. Daily Press. Newport News, Virginia. p. 24. Архивировано 27 января 2020. Дата обращения: 20 ноября 2020 — Newspapers.com.
20. ↑  The House on Sorority Row (1983). Rotten Tomatoes. Дата обращения: 6 ноября 2019. Архивировано 8 октября 2020 года.
21. ↑  Stine, 2003, p. 153.
22. ↑  Muir, 2012, p. 253.
23. ↑  Harper, 2004.
24. ↑  The House on Sorority Row. Complex. Дата обращения: 22 мая 2018. Архивировано 21 ноября 2017 года.
25. ↑  Lee, Carter. Best Horror Movies on Amazon Prime Right Now: 'M.F.A.' and 'The House on Sorority Row'. Inquisitr (6 мая 2018). Дата обращения: 25 мая 2018. Архивировано 1 апреля 2019 года.
26. ↑  The House on Sorority Row DVD. Amazon. Дата обращения: 28 мая 2018.
27. ↑  The House on Sorority Row DVD. Amazon. Дата обращения: 28 мая 2018.
28. ↑  Amazon.com: The House on Sorority Row - 25th Anniversary Edition. Дата обращения: 10 января 2016.
29. ↑  Turek, Ryan. 2-Disc The House on Sorority Row DVD is Coming. ComingSoon.net (5 января 2012). Дата обращения: 30 мая 2018. Архивировано 5 марта 2021 года.
30. 1 2  Squires, John. 'The House on Sorority Row' Gets New 2K Scan for Upcoming Blu-ray. Bloody Disgusting (19 декабря 2017). Дата обращения: 27 мая 2018. Архивировано 28 ноября 2020 года.
31. ↑  The House on Sorority Row - Ronin Flix Exclusive / Remastered. Blu-ray.com. Дата обращения: 28 мая 2018. Архивировано 6 декабря 2020 года.
32. ↑  Rollo, Sarah. Carrie Fisher may join 'Sorority Row'. Digital Spy (18 сентября 2008). Дата обращения: 30 мая 2018. Архивировано 24 марта 2009 года.
33. ↑  Barnes, Jessica. Rumer Willis Heads Back to 'Sorority Row'. Cinematical (10 сентября 2008). Дата обращения: 2 мая 2018. Архивировано 18 сентября 2008 года.
34. ↑  Barone, Matt. The Best Slasher Films of All Time. Complex (23 октября 2017). Дата обращения: 20 августа 2018. Архивировано 20 августа 2018 года.
35. ↑  MacFarquhar, Larissa. The Movie Lover. The New Yorker (20 октября 2003). Архивировано 29 декабря 2014 года.